# Wilhelm Hohn
Wilhelm Hohn (* 5. Februar 1881 in Rotenhain; † 16. April 1972 in Bad Homburg vor der Höhe) war ein deutscher Kirchenmusiker, Komponist, Chorleiter, Organist und Lehrer.

## Leben
Hohn wurde 1881 im Westerwald geboren. Bereits als Kind erhielt er Klavier-, Geigen-, Bratschen- und Orgelunterricht. An der Lehrerakademie in Montabaur erkannte der Seminarleiter Karl Walter seine große musikalische Begabung und empfahl ihm ein Studium der Kirchenmusik in Regensburg.
Nach seinem Studium an der Kirchenmusikschule in Regensburg (der heutigen Hochschule für Katholische Kirchenmusik und Musikpädagogik Regensburg) bis 1909 bei Franz Xaver Haberl, Michael Haller und Joseph Renner jun. war Hohn zunächst als Lehrer im Westerwald tätig, wechselte aber dann nach Homburg in den Schuldienst, den er bis 1946 ausübte. Als Kantor der katholischen Kirche St. Marien war er von 1909 bis zu seinem Tode 1972 aktiv.
Wilhelm Hohn pflegte insbesondere den Gregorianischen Choral und die Klassische Vokalpolyphonie. Überregional bekannt wurde Hohn durch seine Studien über seinen Lehrer Michael Haller, das Buch Der Kontrapunkt Palestrinas und seiner Zeitgenossen und eine Einführung zu seiner Ausgabe der Missa Papae Marcelli von Giovanni Pierluigi da Palestrina. Daneben publizierte er zahlreiche Artikel zur Kirchenmusik, vor allem in der Zeitschrift Musica sacra.
Hohn komponierte fast 100 Werke, darunter 17 Messen, 72 Motetten (Offertorien), Konzerte für Chor, Soli und Orchester sowie ein deutsches Magnifikat, ein Weihnachtsoratorium und Kantaten, einen umfangreichen Band mit Orgelstücken, Orgelsätze zum damaligen Diözesangesangsbuch und Chorsätze zu anderen Kirchen- und Volksliedern. Die Werke sind nur noch in Teilen vorhanden.
Wilhelm Hohn wurde am 27. Mai 1948 von Papst Pius XII. mit dem Päpstlichen Ehrenkreuz Pro Ecclesia et Pontifice ausgezeichnet.

## Kompositionen
- Missa prima ad duas voces aequales, op. 1
- Missa II in honorem Sanctae Antonii, op. 5
- Preis des Schöpfers, op. 6
- Zwölf kurze leicht ausführbare Orgel-Trios zum gottesdienstlichen Gebrauch, op. 8. Augsburg, Wien: Böhm 1913
- 6 Fugen für Orgel für gottesdienstlichen Gebrauch, op. 10.  Augsburg, Wien: Böhm 1913
- Missa sexta in honorem Sanctae Walburgae, op. 18
- Stücke für 3 Blockflöten in -c-, op. 46. In: Zeitschrift für Spielmusik auf allerlei Instrumenten. Jahrgang 1935. Heft 37, S. 289–296
- Fest-Offertorien, op. 74
- Vier Fest-Offertorien, op. 76, für vierstimmigen gemischten Chor a cappella. Altötting: Musikverlag Alfred Coppenrath (H. Pawelek) [1956]
- Kirchenlied-Ricercare (Orgel), op. 94

## Schriften
- Der Kontrapunkt Palestrinas und seiner Zeitgenossen. Kontrapunktlehre mit praktischen Aufgaben. Anhang: Notenbeispiele. Regensburg/ Rom: Pustet 1918
- Einführung und Bearbeitung zu: Giovanni Pierluigi da Palestrina, Missa Papa Marcelli. Regensburg: Pustet 1928